# Johannisberg, Lännersta

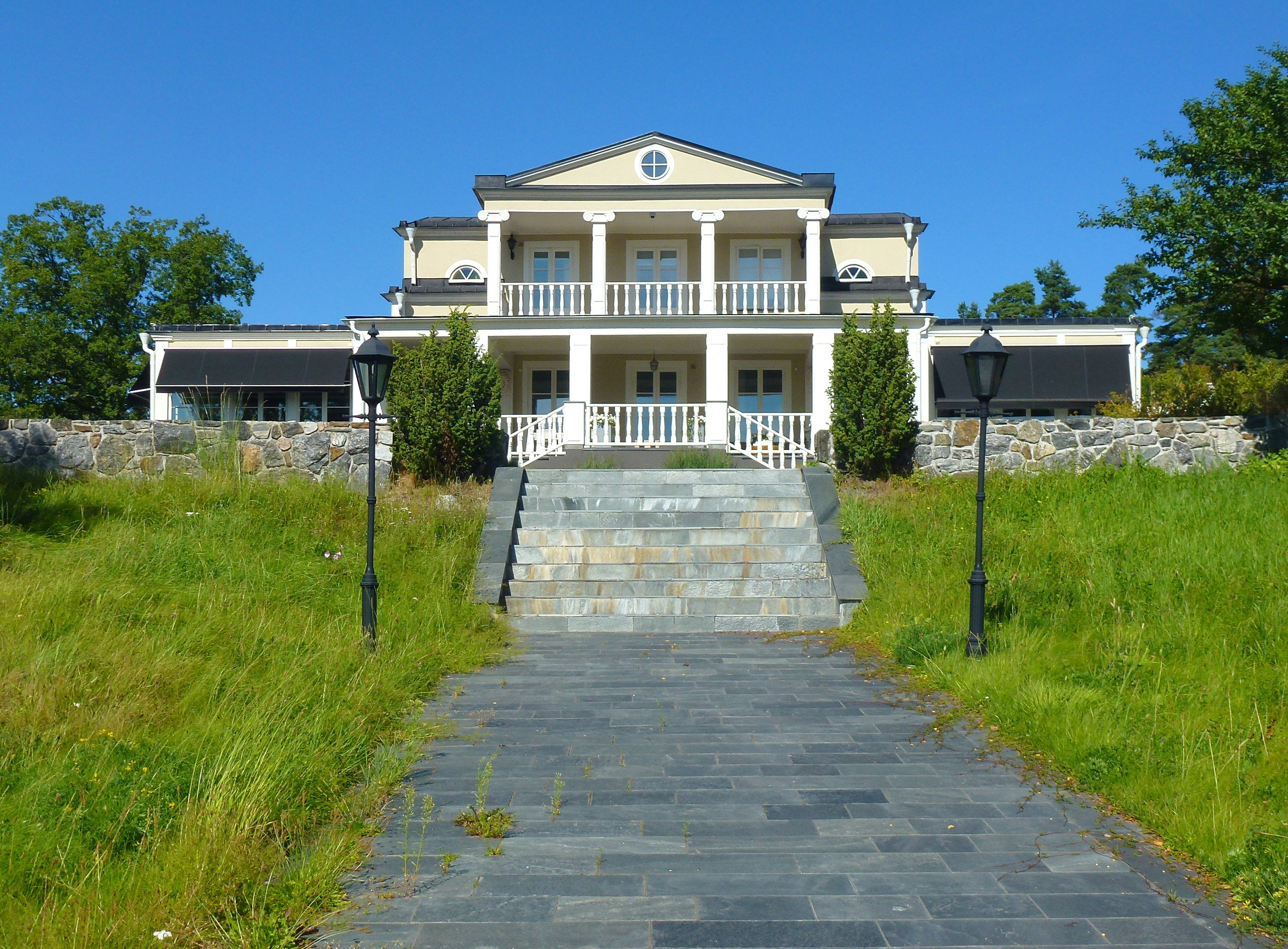
Villa Johannesberg 2015.

Johannisberg (ibland och numera Johannesberg) är en villa på Gammeludden vid Lännerstasundet i Lännersta, Nacka kommun. Den ursprungliga villan uppfördes på 1860-talet och har sedan dess om- och tillbyggts ett flertal gånger.

## Historik

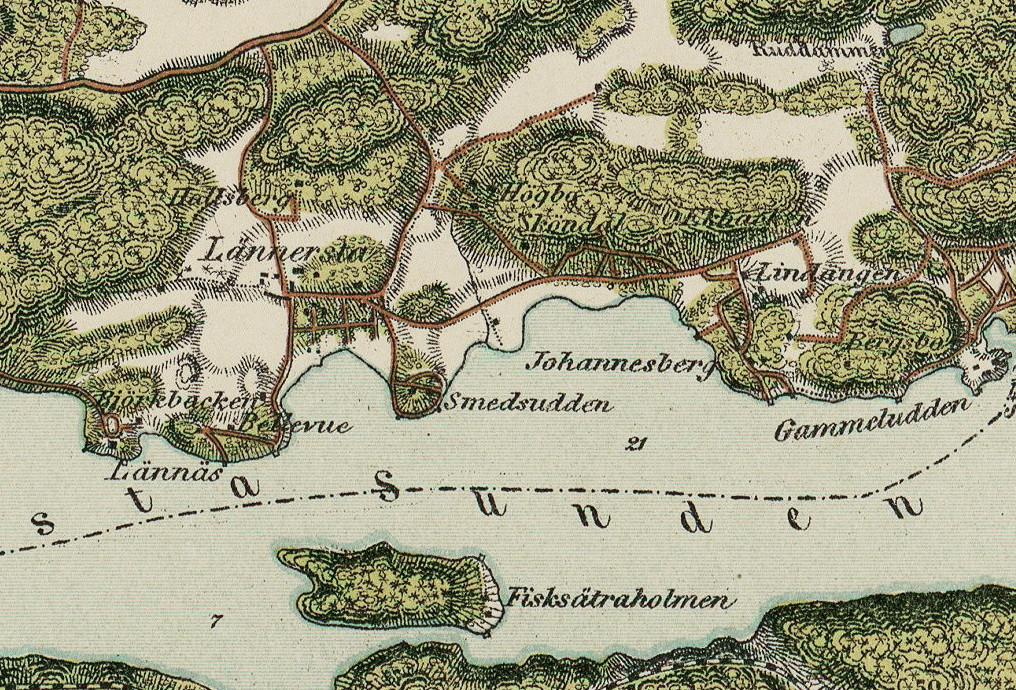
"Johannesberg" omkring 1880.

På Gammeluddens sydvästra höjd, med enastående utsikt över Lännerstasundet uppfördes år 1869 sommarvillan Johannesberg. När direktören för Sieverts kabelverk, Ernst Sievert, köpte Lännersta gård 1918 för att låta stycka gårdens marker till villatomter, bosatte sig han och familjen sommartid på Johannesberg. Han lät bygga om huset i 1920-talsklassicism. Villan genomgick år 2008 en omfattande ombyggnad och renovering och innehåller idag 10 rum och kök på en boarea av 261 m². Boarean utökades ytterligare 2014 då även pool och poolhus tillkom. 
På tomten fanns en egen brygga för Gustafsbergsbåtarna och lite längre bort låg ytterligare några bryggor, en för direktörens båt Nixe, en klappbrygga och en som trädgårdsmästaren disponerade. Samtliga är borta idag. Nuvarande privatbrygga är av senare år. För att hedra Ernst Sievert fick han en väg uppkallad efter sig. Johannesberg har adressen Sieverts väg 9.

## Bilder

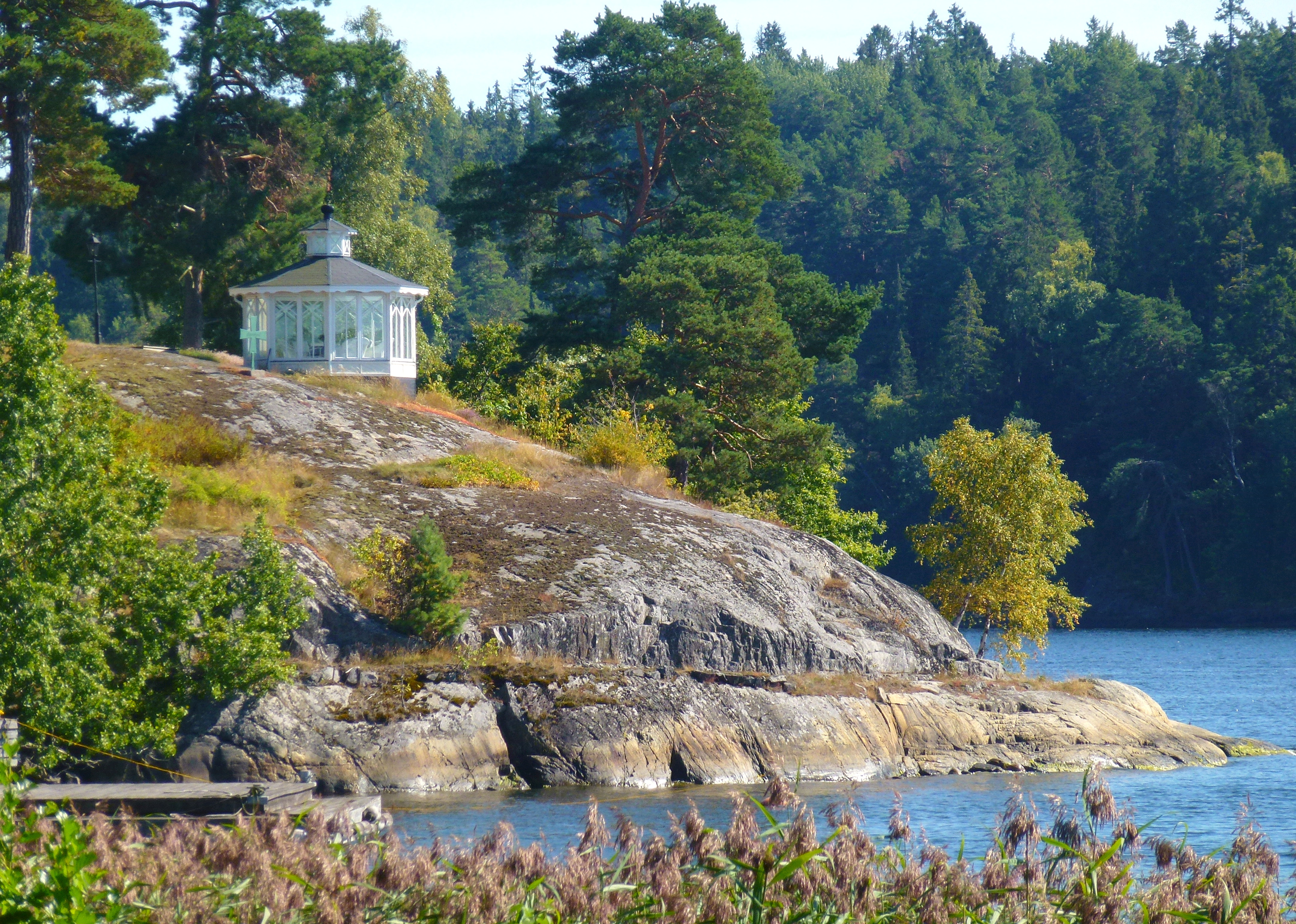
Villans lusthus och strandpromenaden
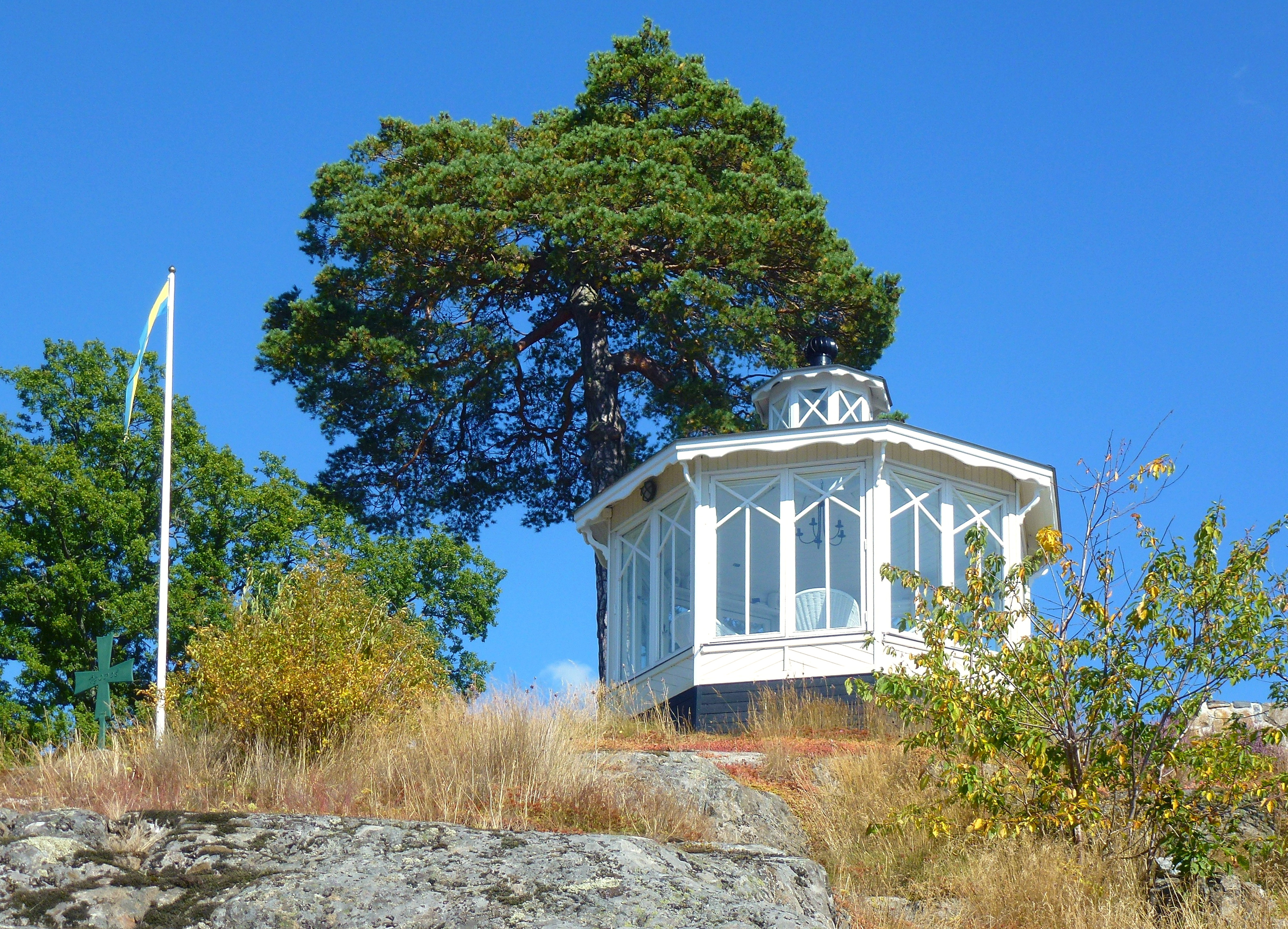
Lusthuset
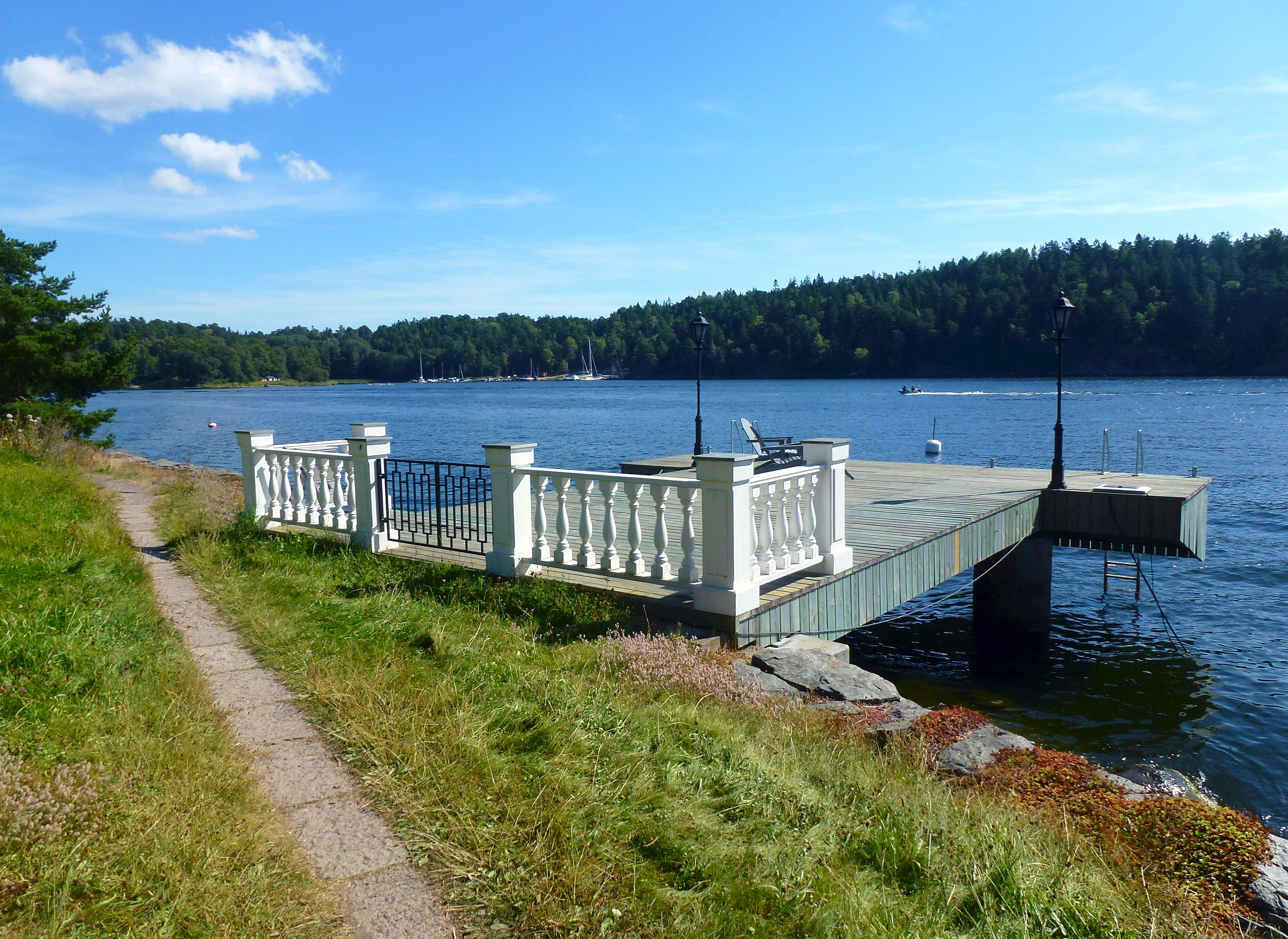
Bryggan
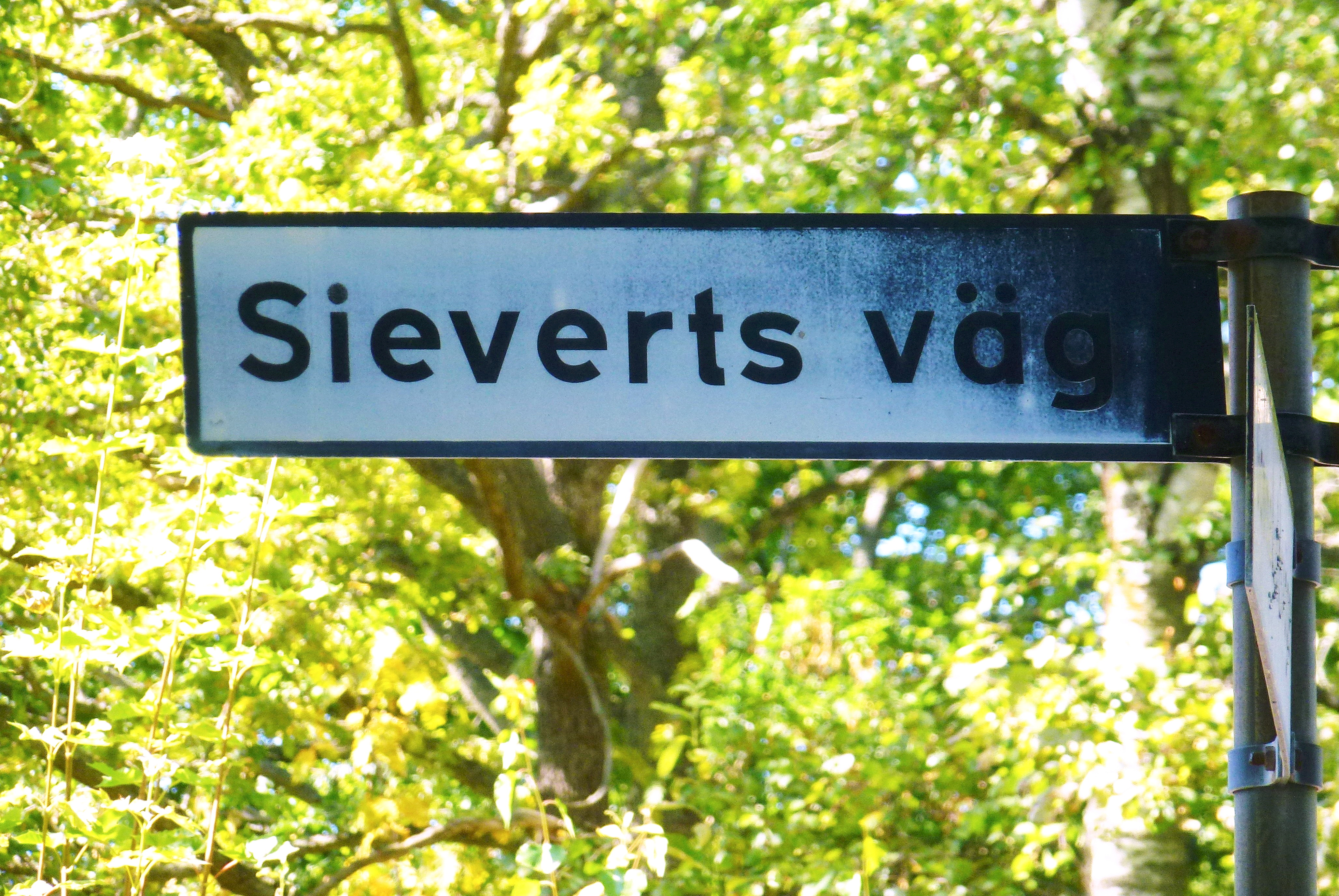
Sieverts väg